# Veľká Červenková
Veľká Červenková (polsky Wielka Czerwenkowa, 1131 m n. m.) je hora v Kysuckých Beskydech (na polské straně Beskid Żywiecki) na slovensko-polské státní hranici. Nachází se v hlavním hřebeni mezi vrcholy Orol (1118 m) na západě a Bugaj (1140 m) na východě. Orol je oddělen sedlem Zrubitá (980 m). Severním směrem vybíhá z hory krátká klesající rozsocha sevřená mezi údolí potoků Racza na západě a Śrubita na východě. Rovněž jižním směrem je vysunuta krátká rozsocha sevřená mezi dvě zdrojnice Veľkého potoka. Po severním úbočí hory vede červeně značená dálková turistická trasa Główny Szlak Beskidzki. Přes vrchol prochází Hlavní evropské rozvodí.

## Přístup
Po neznačené hraniční cestě ze sedla Zrubitá nebo ze sedla Przełęcz pod Jaworzyną přes vrchol Bugaj.